# Ildebrando Cocconi
Ildebrando Cocconi (Parma, 19 de outubro de 1877 – Sivizzano, 21 de dezembro de 1943) foi um advogado, poeta e herói de guerra italiano.

## Biografia
Nascido em Parma em 19 de outubro de 1877, filho de Giuseppe Cocconi, Conselheiro de Apelação (Desembargador) do Tribunal de Bolonha, e de Itala Crema, Ildebrando Ugo Giovanni Cocconi estudou Direito e iniciou uma destacada carreira como advogado criminalista, atuando em Parma e, por períodos, em Bolonha. 
Em 19 de março de 1904, Cocconi casou‑se com Margherita Rosa Clotilde Cavalli, com quem teve dois filhos: Giuseppe Italo Maria Cocconi e Goffredo Giordano Cocconi.
No início da Primeira Guerra Mundial, aos 38 anos, alistou‑se voluntário no 72.º Reparto d’Assalto “Fiamme Rosse” e foi condecorado com a medalha de prata ao valor militar.  Ao retornar do front, , foi eleito presidente honorário da Associação de Combatentes e da Associação de Voluntários de Guerra de Parma, dedicando‑se às comemorações dos caídos e à instalação de monumentos em sua memória.

## Atuação política e jurídica
Na juventude, Cocconi aderiu ao socialismo revolucionário inspirado por Filippo Corridoni e pelos irmãos Alceste e Amilcare De Ambris, a quem defendeu em vários processos. Opositor da campanha na Líbia (1911‑12), foi contudo um dos primeiros “irredentistas” a apoiar a entrada da Itália na guerra em 1915. Durante o Ventennio permaneceu afastado do movimento fascista local: em 1930, o prefeito reportou ao Ministério do Interior suas posições “não fascistas”, evidenciadas na defesa de dissidentes do PNF. Apesar disso, em 1924 foi convidado a presidir o Comitê de Honra para o monumento a Corridoni em Parma, prova da elevada consideração de que gozava.
Como orador popular, destacou‑se em 1919 no Teatro Regio de Parma com um discurso contra os “emboscados” interventistas, além de suas conferências sobre Giosuè Carducci e Cesare Battisti, que provocaram tumultos entre fascistas e adversários. 

## Poesia e obras
Espírito inquieto e romântico, escreveu versos de traço classicizante. Foi poeta civil, de matriz romântica mas de corte clássico, formado na escola de Carducci, como mostram suas coletâneas Vigilia nuziale, Oltre l'odio, Bivacchi e sogni e Rime Eroiche, que inspiraram diversos músicos locais: Renzo Martini (que musicou Richiamo d'autunno, E tu, rosa di grazia..., Anche se tu non m'ami), Raoul Frazzi (Inno per i volontari, 1915), Pietro Pallavicino (Liriche); e, em 1908, Ildebrando Pizzetti publicou três de suas líricas (Vigilia nuziale, Remember, Incontro di marzo).
Sua poesia alinha‑se às tradições pascoliana e carducciana, exaltando o valor humano e cívico do verso. Além das obras já citadas, destacam‑se Dal Trentino (1915), quartetos escritos na frente de batalha; Reduce prole (1919), soneto dedicado aos veteranos; e Dicono ignoti militi (1922), composição em decassílabos soltos dedicada aos mortos sem rosto nem nome.
Orgulhoso, independente, generoso e cavalheiresco, amante da liberdade e inimigo da tirania, alistou‑se voluntariamente na Primeira Guerra Mundial, onde conquistou a Medalha de Prata ao Valor Militar. Foi vereador de Parma e candidato à Câmara dos Deputados antes da guerra, interessando‑se por política sem jamais se tornar um político profissional. De ideias socialistas, militou no partido até 1915, quando se dedicou à defesa intransigente de dissidentes e à redação de críticas ao jornal Gazzetta di Parma. 
Cocconi era um admirador entusiasmado de Margarida de Saboia . Durante os dias da intervenção, ele esteve ao lado de Alceste de Ambris, a quem defendeu repetidamente no Tribunal de Assize, em meio à batalha contra o socialismo oficial. Ao retornar das trincheiras, ainda em seu uniforme de infantaria, ele fez um discurso no Teatro Regio em Parma contra os intervencionistas displicentes, o que causou bastante comoção, assim como suas conferências sobre Carducci e Battisti (este último, de fato, criou um pandemônio entre os fascistas e seus adversários, e o próprio Cocconi estava fortemente envolvido). Democrata até a exaustão, orador convincente, ele desfrutou de triunfos no Fórum e do favor da multidão, que o via como um farol de luz e sabedoria. Um antifascista intransigente, ele suportou silenciosamente os vinte anos do regime fascista e morreu sem poder testemunhar a ressurreição da Pátria que tanto amou e serviu abnegadamente.
Ildebrando Cocconi pertence à última geração de poetas parmenses do século XIX: sua produção, de tom civil e classicista, formou‑se na escola carducciana e inspira‑se em Pascoli. Entre as principais coletâneas destacam‑se Vigilia nuziale (1904 - Vigília Nupcial), Oltre l’odio (1907 - Além do Ódio), Bivacchi e sogni (1911 - Bivaques e Sonhos) e Rime eroiche (1915 - Rimas Heróicas),  — esta última em coautoria com Luigi Sanvitale. 
À fase do pós‑guerra remontam os poemetos patrióticos Dal Trentino (1915 - Do Trentino), Reduce prole (1919 - Prole de Veteranos) e Dicono ignoti militi (1922 - Dizem Soldados Desconhecidos). Alguns desses textos foram musicados por Renzo Martini, Ildebrando Pizzetti e outros compositores locais.

## Monumentos e epígrafes
Poeta e epigrafista requisitado, Cocconi compôs inúmeras inscrições para monumentos aos mortos nas províncias de Parma e Piacenza, frequentemente atuando como orador em suas inaugurações:
- Monumento a Filippo Corridoni (Parma, Piazza Corridoni, 1927) – «…que acolheu em seu coração magnânimo todas as paixões da plebe italiana…».
- Monumento do SMS Pietro Cocconi (Parma, Villetta, 1923).
- Placa da Sociedade dos Barbeiros e Cabeleireiros (Parma, Villetta, 1920).
- Monumento aos mortos de Bardi (1923), esculpido pela empresa Leoni.
- Monumento de Manzano di Langhirano (1926).

## Morte e Memória
Antifascista “sem concessões”, viveu em reservada oposição durante os últimos vinte anos do regime e faleceu em Sivizzano em 21 de dezembro de 1943, sendo sepultado ao lado da mãe em uma capela hoje parte do “Percurso da Liberdade”. No pós‑guerra, a imprensa de Parma o lembrou como “poeta, orador, advogado” em artigos na Gazzetta di Parma e na revista Aurea Parma.
Em sua homenagem, ergue‑se no coração de Parma o Viale Ildebrando Cocconi, um corredor discreto entre os recantos antigos da cidade (43122 Parma, Itália); e, em Sorbolo, nas proximidades de Parma, abre‑se a Via Ildebrando Cocconi, lembrança vívida do célebre advogado e poeta (43058 Sorbolo, Parma, Itália).

## Descendentes
O filho Goffredo C. Cocconi, emigrado para Santos, Brasil, em 1933, seguiu a veia paterna e publicou os seguintes livros:
- Cigarros no Cinzeiro (1961), coletânea de contos publicada pela Livraria Martins. Atualmente está à venda um exemplar autografado pelo autor para Bibi Ferreira[11]. Na dedicatória, datada de 30‑6‑61 em São Paulo, lê‑se:   «À poliédrica Bibi Ferreira, encarnação da arte, da poesia e dos lirismos, cuja sensibilidade poderá – espero – vibrar na leitura deste singelo trabalho.   — Goffredo C. Cocconi»
- Aconteceu em Veneza (1962), editado pela Martins;
- O Reino das Três Fadas (1948), editado pela Globo (Biblioteca Unisinos), citado por Antenor Fischer em A literatura dramática do Rio Grande do Sul, vol. 2[12] com o nome “Gotfredo Cavalli Cocconi”.  Goffredo casou‑se em 1938 com Olga Giolito (1916–1974), filha de Valentim Giolito (1871–1951) e Ernesta Montanari Giolito (1876–1953).

O filho Giuseppe Cocconi emigrou para o Brasil em 1936, após ter vivido no México, onde trabalhou como decorador.

## Ignoto Militi
O Tu che un giorno la purpurea vita 

Ó tu que um dia entregaste ao destino a púrpura da vida  

Gittasti ai fati e i freschi anni ridenti, 

e os teus frescos anos sorridentes  

Il Tallone del barbaro non senti 

Não sentiste o calcanhar bárbaro  

Calpestar la tua gloria oggi tradita? 

Pisando tua glória hoje traída?  

Ahimè, l'alta ghirlanda è disfiorita: 

Ai de ti, a alta coroa já se desfolhou!  

E tu, contro i nefandi accoppiamenti, 

E tu, contra as uniões nefastas,  

Non levi il grido, tu, vindice ai venti, 

Não ergues o clamor, tu, vingador dos ventos,  

Fatto del sangue d’ogni tua ferita? 

Forjado no sangue de cada tua ferida?  

Milite ignoto, a che non rompi il masso 

Soldado desconhecido, por que não rompeste o rochedo  

Che ti racchiude, nume tutelare, 

Que te aprisiona, divindade protetora,  

A che non rompi il guerreggiato sasso 

Por que não destroçaste a rocha guerreada,  

Oggi che varcan gli Unni il focolare 

Hoje que os Hunos atravessam o lar  

Del tuo sepolcro con sonante passo 

Do teu sepulcro com passo retumbante,  

Attila e Giuda ascendono all’Altare? 

Átila e Judas ascendem ao Altar?  

Ildebrando Cocconi  

(maio 1938, para o encontro Hitler–Mussolini em Roma)